# Opisowa teoria mnogości
Opisowa teoria mnogości – poddziedzina teorii mnogości poświęcona badaniom definiowalnych podzbiorów przestrzeni polskich. Rozwinęła się w pierwszej połowie XX wieku na styku teorii funkcji rzeczywistych, topologii, teorii miary i logiki matematycznej.
W klasyfikacji MSC 2000 badań naukowych w matematyce (prowadzonej przez Amerykańskie Towarzystwo Matematyczne) opisowa teoria mnogości oznaczana jest kodem 03E15.
Klasycznymi źródłami informacji w tej dziedzinie matematyki są monografie Yiannisa Moschovakisa oraz Aleksandra Kechrisa. Z literatury dostępnej w języku polskim należy wymienić monografię Kazimierza Kuratowskiego i Andrzeja Mostowskiego, a także książkę Wojciecha Guzickiego i Pawła Zbierskiego.

## Klasy zbiorów punktowych w przestrzeniach polskich
Podstawowymi klasami zbiorów badanych w klasycznej opisowej teorii mnogości są zbiory borelowskie oraz szersza klasa zbiorów rzutowych i ich efektywne wersje. Własności tych klas mogą być interesujące nawet dla matematyków nastawionych na skrajną konstruowalność.
Funkcje rozważane w opisowej teorii mnogości są zwykle mierzalne względem σ-ciała zbiorów borelowskich (czyli są to funkcje borelowskie). Wśród funkcji borelowskich wyróżnia się izomorfizmy borelowskie, czyli bijekcje pomiędzy przestrzeniami polskimi, które są borelowskie i dla których funkcja odwrotna też jest borelowska. Powiązanymi (i badanymi) klasami funkcji są też klasy Baire’a.
Wszystkie doskonałe przestrzenie polskie są borelowsko izomorficzne, co więcej – każda przestrzeń polska jest ciągłym różnowartościowym obrazem domkniętego podzbioru przestrzeni Baire’a {\displaystyle {\mathcal {N}}.} Często dowody przeprowadza się właśnie w przestrzeni Baire’a {\displaystyle {\mathcal {N}}} (która jest homeomorficzna z przestrzenią liczb niewymiernych), ale rozważania są też prowadzone w innych doskonałych przestrzeniach polskich i każdą z nich traktuje się jak prostą rzeczywistą. To podejście pozwala zawsze ustalić taką przestrzeń, dla której nasz dowód jest najbardziej elegancki, a jednocześnie pozwala formułować twierdzenia tak, że mówią o najbardziej popularnym obiekcie w matematyce: prostej.
Przypomnijmy definicje klas borelowskich i rzutowych. Niech {\displaystyle X} będzie przestrzenią polską.
Borelowskie podzbiory {\displaystyle X{:}}
Przez indukcję po liczbach porządkowych {\displaystyle 0<\alpha <\omega _{1}} definiujemy rodziny {\displaystyle \Sigma _{\alpha }^{0}(X)=\Sigma _{\alpha }^{0},} {\displaystyle \Pi _{\alpha }^{0}(X)=\Pi _{\alpha }^{0}} oraz {\displaystyle \Delta _{\alpha }^{0}(X)=\Delta _{\alpha }^{0}} podzbiorów przestrzeni {\displaystyle X{:}}
- {\displaystyle \Sigma _{1}^{0}} jest rodziną wszystkich otwartych podzbiorów {\displaystyle X,} {\displaystyle \Pi _{1}^{0},} to rodzina wszystkich dopełnień zbiorów z {\displaystyle \Sigma _{1}^{0}} (czyli jest to rodzina zbiorów domkniętych). Ponadto kładziemy {\displaystyle \Delta _{1}^{0}=\Sigma _{1}^{0}\cap \Pi _{1}^{0},} czyli {\displaystyle \Delta _{1}^{0}} jest rodziną wszystkich otwarto-domkniętych podzbiorów {\displaystyle X.}
- Przypuśćmy, że zdefiniowaliśmy już {\displaystyle \Sigma _{\beta }^{0},\Pi _{\beta }^{0},\Delta _{\beta }^{0}} dla {\displaystyle 0<\beta <\alpha .} Określamy:

{\displaystyle \Sigma _{\alpha }^{0}} jest rodziną wszystkich zbiorów postaci {\displaystyle A=\bigcup \limits _{n=0}^{\infty }A_{n},} gdzie {\displaystyle A_{n}\in \bigcup \limits _{\beta <\alpha }\Pi _{\beta }^{0}} (dla wszystkich {\displaystyle n}),
{\displaystyle \Pi _{\alpha }^{0}} jest rodziną wszystkich zbiorów {\displaystyle A\subseteq X} takich, że {\displaystyle X\setminus A\in \Sigma _{\alpha }^{0},}
{\displaystyle \Delta _{\alpha }^{0}=\Sigma _{\alpha }^{0}\cap \Pi _{\alpha }^{0}.}
Elementy rodziny {\displaystyle \bigcup _{\alpha <\omega _{1}}\Sigma _{\alpha }^{0}(X)} nazywamy borelowskimi podzbiorami przestrzeni {\displaystyle X}.
Rzutowe podzbiory {\displaystyle X{:}}
Przez indukcję po liczbach naturalnych {\displaystyle n\in \mathbb {N} } klasy {\displaystyle \Sigma _{n}^{1}(X)=\Sigma _{n}^{1}} oraz {\displaystyle \Pi _{n}^{1}(X)=\Pi _{n}^{1}{:}}
- {\displaystyle \Sigma _{1}^{1}} jest rodziną tych wszystkich podzbiorów {\displaystyle A} przestrzeni {\displaystyle X,} że dla pewnego zbioru borelowskiego {\displaystyle B\subseteq X\times {\mathcal {N}}} mamy {\displaystyle A=\{x\in X:(\exists r\in {\mathcal {N}})((x,r)\in B)\},}
- {\displaystyle \Pi _{1}^{1}} jest rodziną tych podzbiorów {\displaystyle A} przestrzeni {\displaystyle X,} że {\displaystyle X\setminus A\in \Sigma _{1}^{1},}
- {\displaystyle \Sigma _{n+1}^{1}} jest rodziną tych podzbiorów {\displaystyle A} przestrzeni {\displaystyle X,} że dla pewnego {\displaystyle B\in \Pi _{n}^{1}(X\times {\mathcal {N}})} mamy {\displaystyle A=\{x\in X:(\exists r\in {\mathcal {N}})((x,r)\in B)\},}
- {\displaystyle \Pi _{n+1}^{1}} jest rodziną tych podzbiorów {\displaystyle A} przestrzeni {\displaystyle X,} że {\displaystyle X\setminus A\in \Sigma _{n+1}^{1}.}

Definiujemy również {\displaystyle \Delta _{n}^{1}(X)=\Sigma _{n}^{1}(X)\cap \Pi _{n}^{1}(X).}
Elementy rodziny {\displaystyle \bigcup _{n<\omega }\Sigma _{n}^{1}(X)} nazywamy rzutowymi podzbiorami przestrzeni {\displaystyle X}.

## Wybrane własności klas punktowych
Niech {\displaystyle X} będzie przestrzenią polską.
- Zachodzą następujące inkluzje (gdzie „{\displaystyle \subseteq }” jest reprezentowane przez strzałkę „{\displaystyle \longrightarrow }”):

|  |                                       |                           | {\displaystyle \Sigma _{\alpha }^{0}} |                           |                                      |                           | {\displaystyle \Sigma _{\beta }^{0}} |                           |                                        |  |  |  |  |  |
|  |                                       | {\displaystyle \nearrow } |                                       | {\displaystyle \searrow } |                                      | {\displaystyle \nearrow } |                                      | {\displaystyle \searrow } |                                        |  |  |  |  |  |
|  | {\displaystyle \Delta _{\alpha }^{0}} |                           |                                       |                           | {\displaystyle \Delta _{\beta }^{0}} |                           |                                      |                           | {\displaystyle \Delta _{\beta +1}^{0}} |  |  |  |  |  |
|  |                                       | {\displaystyle \searrow } |                                       | {\displaystyle \nearrow } |                                      | {\displaystyle \searrow } |                                      | {\displaystyle \nearrow } |                                        |  |  |  |  |  |
|  |                                       |                           | {\displaystyle \Pi _{\alpha }^{0}}    |                           |                                      |                           | {\displaystyle \Pi _{\beta }^{0}}    |                           |                                        |  |  |  |  |  |
   dla wszystkich {\displaystyle \alpha <\beta <\omega _{1}} oraz
|  |                                 |                           | {\displaystyle \Sigma _{1}^{1}} |                           |                                 |                           | {\displaystyle \Sigma _{2}^{1}} |                           |                                 | {\displaystyle \ldots } |  |                                 |                           | {\displaystyle \Sigma _{n}^{1}} |                           |                                   |                           | {\displaystyle \Sigma _{n+1}^{1}} |  | {\displaystyle \ldots } |  |
|  |                                 | {\displaystyle \nearrow } |                                 | {\displaystyle \searrow } |                                 | {\displaystyle \nearrow } |                                 | {\displaystyle \searrow } |                                 |                         |  |                                 | {\displaystyle \nearrow } |                                 | {\displaystyle \searrow } |                                   | {\displaystyle \nearrow } |                                   |  |                         |  |
|  | {\displaystyle \Delta _{1}^{1}} |                           |                                 |                           | {\displaystyle \Delta _{2}^{1}} |                           |                                 |                           | {\displaystyle \Delta _{3}^{1}} | {\displaystyle \ldots } |  | {\displaystyle \Delta _{n}^{1}} |                           |                                 |                           | {\displaystyle \Delta _{n+1}^{1}} |                           |                                   |  |                         |  |
|  |                                 | {\displaystyle \searrow } |                                 | {\displaystyle \nearrow } |                                 | {\displaystyle \searrow } |                                 | {\displaystyle \nearrow } |                                 |                         |  |                                 | {\displaystyle \searrow } |                                 | {\displaystyle \nearrow } |                                   | {\displaystyle \searrow } |                                   |  |                         |  |
|  |                                 |                           | {\displaystyle \Pi _{1}^{1}}    |                           |                                 |                           | {\displaystyle \Pi _{2}^{1}}    |                           |                                 | {\displaystyle \ldots } |  |                                 |                           | {\displaystyle \Pi _{n}^{1}}    |                           |                                   |                           | {\displaystyle \Pi _{n+1}^{1}}    |  | {\displaystyle \ldots } |  |
- Jeśli przestrzeń {\displaystyle X} jest nieprzeliczalna, to wszystkie inkluzje powyżej są właściwe.
- {\displaystyle \Delta _{1}^{1}(X)} jest rodziną wszystkich borelowskich podzbiorów przestrzeni {\displaystyle X.} Jest to σ-ciało podzbiorów {\displaystyle X.}
- Ciągły różnowartościowy obraz borelowskiego podzbioru przestrzeni polskiej jest zbiorem borelowskim.
- Każdy zbiór klasy {\displaystyle \Sigma _{2}^{1}} jest sumą {\displaystyle \aleph _{1}} zbiorów borelowskich.
- Twierdzenie uniformizacyjne Kondo-Nowikowa: Jeśli {\displaystyle X,Y} są przestrzeniami polskimi oraz {\displaystyle A\in \Pi _{1}^{1}(X\times Y),} to można wybrać zbiór {\displaystyle B\in \Pi _{1}^{1}(X\times Y)} zawarty w {\displaystyle A} i taki, że dla wszystkich {\displaystyle x\in X}

{\displaystyle (\exists y\in Y)((x,y)\in A)\ \Leftrightarrow \ (\exists !y\in Y)((x,y)\in B).}
(Powyżej kwantyfikator {\displaystyle \exists !} oznacza istnieje dokładnie jeden).

## Regularność klas punktowych
Pytania dotyczące regularności klas punktowych są w centrum zainteresowań opisowej teorii mnogości. Regularność może mieć wiele znaczeń i może odnosić się do mierzalności w sensie Lebesgue’a, własności Baire’a, własności Ramseya, własności zbioru doskonałego i innych własności tego typu. Przykładowe twierdzenia dotyczące tej tematyki to:
- wszystkie zbiory klasy {\displaystyle \Sigma _{1}^{1}} mają własność Baire’a i są mierzalne w sensie Lebesgue’a,
- każdy zbiór klasy {\displaystyle \Sigma _{1}^{1}} jest albo przeliczalny, albo zawiera podzbiór doskonały,
- każdy {\displaystyle \Sigma _{1}^{1}} podzbiór przestrzeni {\displaystyle [\omega ]^{\omega }} nieskończonych podzbiorów {\displaystyle \omega } ma własność Ramseya,
- jeśli wszystkie zbiory klasy {\displaystyle \Sigma _{2}^{1}} są mierzalne, to wszystkie zbiory klasy {\displaystyle \Sigma _{2}^{1}} mają własność Baire’a,
- jeśli założymy aksjomat determinacji rzutowej PD, to wszystkie zbiory rzutowe mają własność Baire’a i są mierzalne w sensie Lebesgue’a oraz każdy nieprzeliczlany zbiór rzutowy zawiera podzbiór doskonały,
- jeśli założymy aksjomat konstruowalności, to istnieje {\displaystyle \Delta _{2}^{1}} podzbiór prostej, który nie jest mierzalny w sensie Lebesgue’a i który nie ma własności Baire’a, oraz istnieje nieprzeliczalny zbiór klasy {\displaystyle \Pi _{1}^{1},} który nie zawiera żadnego podzbioru doskonałego.

Dla szerszego przeglądu tej tematyki odsyłamy czytelnika do monografii Tomka Bartoszyńskiego i Haima Judaha.

## Definiowalne relacje równoważności
W ostatnich latach kluczowe badania dotyczą definiowalnych relacji równoważności oraz działań grup (przede wszystkim grup polskich, tzn. grup topologicznych będących przestrzeniami polskimi).

### Definicje
Niech {\displaystyle X,Y} będą przestrzeniami polskimi.
- Relacja {\displaystyle E} na przestrzeni {\displaystyle X} jest borelowska (analityczna itd.), jeśli jest ona borelowskim (analitrycznym itd.) podzbiorem przestrzeni {\displaystyle X\times X.}
- Przypuśćmy, że {\displaystyle E} jest relacją równoważności na {\displaystyle X,} a {\displaystyle F} jest relacją równoważności na {\displaystyle Y.} Powiemy, że relacja {\displaystyle E} jest borelowsko redukowalna do F, jeśli istnieje funkcja borelowska {\displaystyle f\colon X\longrightarrow Y} taka, że

{\displaystyle {\Big (}\forall x,y\in X{\Big )}{\Big (}x\;E\;y\ \ \Leftrightarrow \ \ f(x)\;F\;f(y){\Big )}.}
W powyższej sytuacji piszemy {\displaystyle E\leqslant _{B}F.}
Relacja borelowskiej redukcji {\displaystyle \leqslant _{B}} jest konceptualnie bliska pojęciu bycia mocy nie większej niż. Jeśli {\displaystyle E\leqslant _{B}F,} to mamy „świadka” na nierówność {\displaystyle |X/E|\leqslant |Y/F|,} który może być „podniesiony” do borelowskiego odwzorowanika z {\displaystyle X} do {\displaystyle Y.}
- Jeśli {\displaystyle E\leqslant _{B}F} oraz {\displaystyle F\leqslant _{B}E,} to powiemy, że przestrzenie ilorazowe {\displaystyle X/E} i {\displaystyle Y/F} mają tę samą moc borelowską. Piszemy wówczas {\displaystyle E\sim _{B}F.}

### Podstawowe własności
Przy badaniu definiowalnych relacji równoważności utożsamia się każdą przestrzeń polską z relacją równości określonej na tej przestrzeni. Zwyczajowo też używa się symbolu {\displaystyle E_{0}} na oznaczenie następującej relacji na liczbach rzeczywistych:
{\displaystyle x\;E_{0}\;y} wtedy i tylko wtedy, gdy różnica {\displaystyle x-y} jest liczbą wymierną.
- {\displaystyle \mathbb {R} <_{B}E_{0}} (tzn, {\displaystyle \mathbb {R} \leqslant _{B}E_{0},} ale {\displaystyle E_{0}\not \leqslant _{B}\mathbb {R} }).
- Jeśli {\displaystyle E} jest relacją równoważności klasy {\displaystyle \Pi _{1}^{1},} to

albo {\displaystyle E\leqslant _{B}\mathbb {N} } lub {\displaystyle \mathbb {R} \leqslant _{B}E}
- Jeśli {\displaystyle E} jest borelowską relacją równoważności, to

albo {\displaystyle E\leqslant _{B}\mathbb {R} } lub {\displaystyle E_{0}\leqslant _{B}E}
- Dla każdej borelowskiej relacji równoważności {\displaystyle E} istnieje borelowska relacja równoważności {\displaystyle F} taka, że {\displaystyle E<_{B}F.}
- Wśród borelowskich relacji równoważności o przeliczalnych klasach abstrakcji istnieje element {\displaystyle \leqslant _{B}}-największy. W tej samej rodzinie relacji można wybrać nieprzeliczalnie wiele parami {\displaystyle \leqslant _{B}}-nieporównywalnych relacji.